# Via Conflentana
La via Conflentana, ou via Confluentana est un ancien chemin qui reliait Elne (l'antique Illiberis) au col de la Perche, dans les Pyrénées. Elle pourrait dater de l'Antiquité, avant même l'arrivée des Romains en Gaule, bien que les seuls documents la mentionnant datent du Moyen Âge. Ce chemin permettait de relier le littoral méditerranéen aux hautes terres de Cerdagne et du Capcir. Il tient son nom de la région du Conflent qu'il traverse.